# Fálera

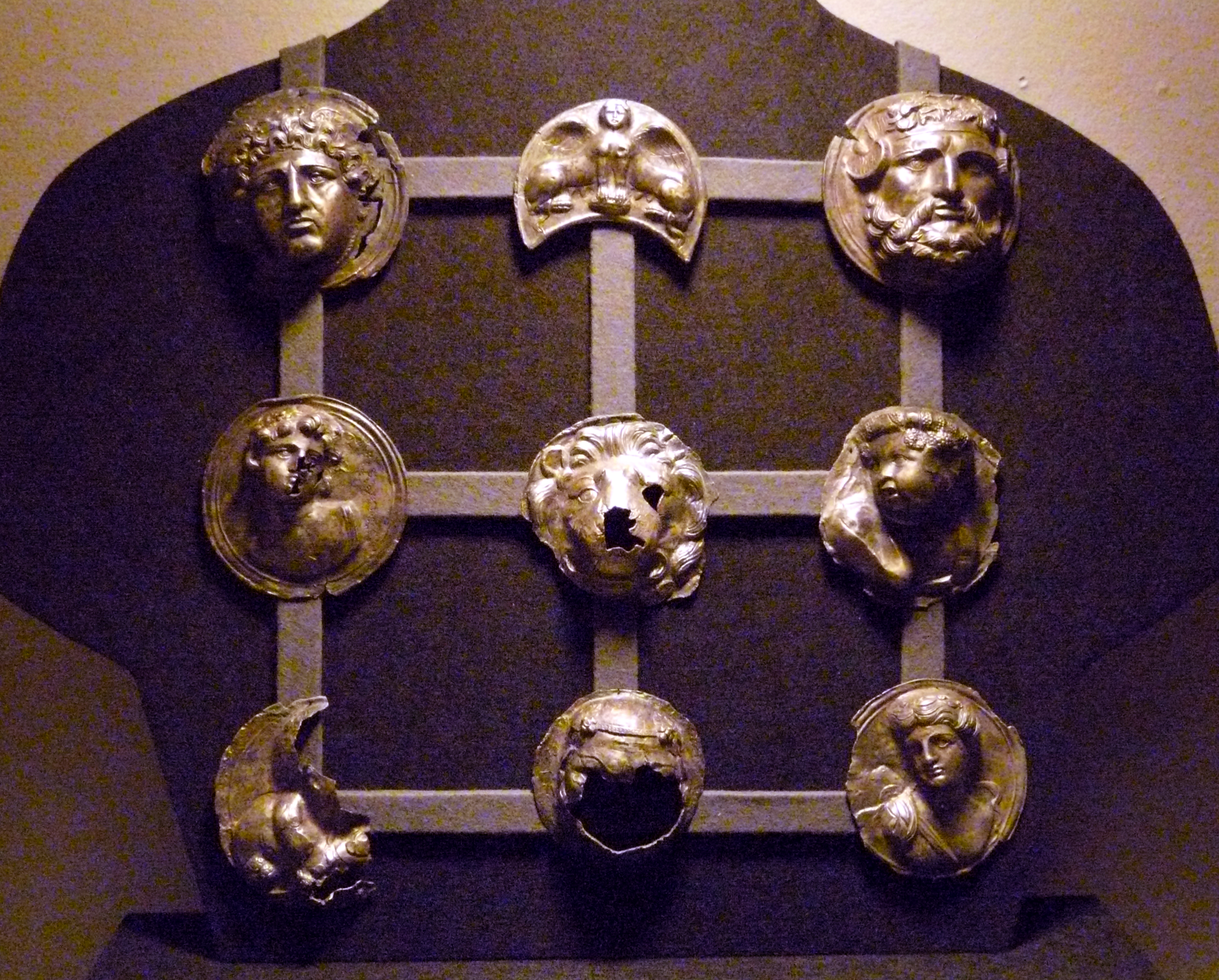

La fálera (latín phalerae en griego φάλαρα) era un disco de metal donde se unían las correas del casco de los legionarios romanos y soldados celtas. Por extensión y con el tiempo, la palabra designó al disco ornamental de metal utilizado tanto en las armaduras de los soldados como de los arneses de los caballos como elemento decorativo o como condecoración militar al valor. 

## Historia
Discos ornamentales o fáleras fueron encontrados en tumbas, templos y montículos de procedencia  celta, etrusca, sabina y romana. 
En las legiones romanas, las fáleras (de bronce, plata u oro) fueron utilizadas como condecoraciones al valor probablemente introducidas por el rey Lucio Tarquino Prisco (Lucius Tarquinius Priscus, o Tarquino el Viejo), quinto rey de Roma de origen etrusco. En la época monárquica y republicana, la condecoración era otorgada solamente a los combatientes del orden de los caballeros. En la era del Imperio, fue concedida a actos de valor individuales de legionarios y de tropas auxiliares (auxilia) como también de cohorte y legiones. 
Usualmente, según lo observado en monumentos y columnas, las fáleras consistía en nueve discos dispuestos en filas de tres enganchados sobre un linotórax que se superponía sobre la lorica del legionario.